# 神戸大学医学部附属病院
神戸大学医学部附属病院（こうべだいがくいがくぶふぞくびょういん）は、神戸市中央区にある神戸大学医学部附属の大学病院。がん診療連携拠点病院、周産期母子医療センター設置病院、エイズ治療拠点病院、特定機能病院、兵庫県災害拠点病院でもある。略称は神大病院（しんだいびょういん）。
神戸大学医学部附属国際がん医療・研究センター（略称、ICCRC。所在地：神戸市中央区港島南町1丁目5番地1）は、分院にあたる。分院の国際がん医療・研究センターについても、本記事内で解説する。

## 沿革
（この節の出典）
- 1869年（明治2年） - 神戸病院設立。
- 1877年（明治10年）2月 - 公立神戸病院と改称。
- 1877年（明治10年）11月 - 明石及び西宮に分院を設置
- 1882年（明治15年）12月 - 兵庫県立神戸病院と改称。
- 1900年（明治33年）4月 - 現在地に移転。
- 1944年（昭和19年）4月 - 兵庫県立医学専門学校附属医院と改称。
- 1946年（昭和21年）4月 - 兵庫県立医科大学附属医院と改称。
- 1952年（昭和27年）5月 - 兵庫県立神戸医科大学附属病院と改称。
- 1967年（昭和42年）6月 - 国立に移管し、神戸大学医学部附属病院と改称。
- 1994年（平成6年）6月 - 周産期母子センターを設置
- 2019年（令和元年）7月 - 救命救急センターを設置

## 診療科
（この節の出典）
- 内科 - 
  - 総合内科
  - 循環器内科
  - 腎臓内科
  - 呼吸器内科
  - 膠原病リウマチ科
  - 消化器内科
  - 糖尿病・内分泌内科
  - 脳神経内科
  - 腫瘍・血液内科
  - 血液内科
  - 感染症内科
  - 漢方内科
- 内科系 - 
  - 放射線診断・IVR[注釈 1]科
  - 放射線腫瘍科
  - 小児科
  - 皮膚科
  - 精神神経科
  - 緩和支持治療科
  - 遺伝子診療部
  - がんゲノム医療外来
- 外科 - 
  - 食道胃腸外科
  - 肝胆膵外科
  - 乳腺内分泌外科
  - 心臓血管外科
  - 呼吸器外科
  - 小児外科
- 外科系 - 
  - 整形外科
  - 脳神経外科
  - 眼科
  - 耳鼻咽喉科・頭頸部外科
  - 泌尿器科
  - 産婦人科
  - 形成外科
  - 美容外科
  - 麻酔科・ペインクリニック科
  - 歯科口腔外科
  - 救命救急科
  - 病理診断科
  - リハビリテーション科

## 診療科以外の機関
- 中央診療施設等
  - 検査部
  - 放射線部
  - 輸血・細胞治療部
  - 病理部
  - 総合周産期母子医療センター
  - 救急部
  - 集中治療部
  - 手術部
  - リハビリテーション部
  - 腎・血液浄化センター
  - 冠動脈疾患治療部
  - 光学医療診療部
  - 遺伝子診療部
  - 感染制御部
  - 国際診療部
  - 親と子の心療部
  - 腫瘍センター
  - IVRセンター
  - リウマチセンター
  - 血管内治療センター
  - 栄養管理部
  - 救急・集中治療センター
救急部、集中治療部、冠動脈疾患治療部における病床の運用管理等を統括
- 薬剤部
- 看護部
- 医療技術部
  - 臨床検査部門
  - 放射線部門
  - リハビリ・歯科部門
  - 臨床工学部門
  - 栄養管理部門

## 医療機関の指定・認定
（下表の出典）
| 保険医療機関                                             | 災害拠点病院（地域）                                                       |
| 労災保険指定医療機関                                     | 指定自立支援医療機関（更生医療）                                           |
| 救命救急センター                                         | 指定自立支援医療機関（育成医療）                                           |
| 臨床研修病院                                             | 指定自立支援医療機関（精神通院医療）                                       |
| 身体障害者福祉法指定医の配置されている医療機関           | 精神保健及び精神障害者福祉に関する法律に基づく指定病院又は応急入院指定病院 |
| 臨床修練病院等                                           | 精神保健指定医の配置されている医療機関                                     |
| 生活保護法指定医療機関                                   | がん診療連携拠点病院（国指定）                                             |
| 医療保護施設                                             | 結核指定医療機関                                                           |
| 指定養育医療機関                                         | 指定療育機関                                                               |
| エイズ治療拠点病院                                       | 指定小児慢性特定疾病医療機関                                               |
| 難病の患者に対する医療等に関する法律に基づく指定医療機関 | 特定疾患治療研究事業委託医療機関                                           |
| 戦傷病者特別援護法指定医療機関                           | 原子爆弾被害者医療指定医療機関                                             |
| 原子爆弾被害者一般疾病医療取扱医療機関                   | DPC対象病院                                                                |
| 公害医療機関                                             | 総合周産期母子医療センター                                                 |
| 母体保護法指定医の配置されている医療機関                 | 特定機能病院                                                               |
| 都道府県アレルギー疾患医療拠点病院                       |                                                                            |

- 外国人患者受け入れ医療機関認証[7]
- がんゲノム医療拠点病院[7]
- このほか、各種法令による指定・認定病院であるとともに、各学会の認定施設でもある。

## 不祥事
- 2021年1月 - 当院勤務の男性臨床工学技士（32歳）が、2020年12月12日夜、高砂市内の路上で、歩いて帰宅中の女性（20歳）に対し、後ろから近づきスカートとともに下着を脱がせようとした上、抵抗する女性を押し倒し、両膝に打撲などの軽傷を負わせたとして、兵庫県警高砂警察署は1月18日、男性臨床工学技士を強制わいせつ致傷容疑で逮捕。男性臨床工学技士は調べに対し容疑を認めている[8]。

## 交通アクセス
- 神戸市営バス9・110・112系統または阪急バス61系統を利用、「大学病院前」停留所下車[9]。
- 神戸市営地下鉄西神・山手線「大倉山駅」から徒歩約5分[9]。
- 阪神神戸高速線・阪急神戸高速線「高速神戸駅」から徒歩約15分[9]。
- JR神戸線「神戸駅」から徒歩約15分。またはタクシーで約5分[9]。
- JR山陽新幹線・神戸市営地下鉄西神・山手線・神戸市営地下鉄北神線「新神戸駅」よりタクシーで約10分[9]。

## 国際がん医療・研究センター
神戸大学医学部附属病院国際がん医療研究センター（こうべだいがくいがくぶふぞくびょういんこくさいがんいりょうけんきゅうセンター）は、その前身である神戸大学医学部附属国際がん医療・研究センターが2017年4月に人工島ポートアイランドの神戸医療産業都市に開院した。組織再編として2019年3月に神戸大学医学部附属病院国際がん医療研究センターへ移行した。海外患者受入基本方針を定める。

### 診療科
- 肝胆膵外科
- 食道胃腸外科
- 呼吸器外科
- 乳腺内分泌外科
- 泌尿器科
- 消化器内科
- 整形外科
- 形成外科
- 麻酔科
- 婦人科
- 耳鼻咽喉・頭頸部外科

### 交通アクセス
- 神戸新交通ポートアイランド線（ポートライナー）「医療センター駅」から徒歩100メートル[10]。